# Туканові
Туканові (Ramphastidae) — родина птахів ряду дятлоподібних. Вони яскраво забарвлені та мають великі, часто яскраві дзьоби. Родина охоплює п'ять родів і близько сорока видів. Назва цієї групи птахів походить від мови тупі слова tukana.

## Поширення
Тукани є аборигенними для Південної Мексики, Центральної і Південної Америки та Карибського регіону. Як правило, вони живуть в тропічних і субтропічних регіонах. Вони роблять свої гнізда в дуплах дерев і норах зробленими іншими тваринами такими, як дятли. Дзьоб туканів має дуже обмежене використання як інструмент.

## Систематичний список
- Зелений тукан (Aulacorhynchus) — 11 видів
- Оливковокрилий тукан (Selenidera) — 6 видів
- Андигена (Andigena) —  4 види
- Аракарі (Pteroglossus) — 14 видів
- Тукан (Ramphastos) —  8 видів